# Dmitrij Torgovanov
Dmitrij Nikolajevič Torgovanov (rusko Дмитрий Николаевич Торгованов), ruski rokometaš, * 5. januar 1972, Leningrad.
Leta 2000 je na poletnih olimpijskih igrah v Sydneyju v sestavi ruske reprezentance osvojil zlato olimpijsko medaljo, čez štiri leta pa še bronasto medaljo.